# دهنجرد
دهنجرد یا (دَنه‌گرد) یکی از روستاهای استان همدان است که در دهستان سفالگران، بخش لالجین از شهرستان بهار واقع شده‌است.
دهنجرد یکی از روستاهای لالجین می‌باشد که در ۲ کیلومتری آن واقع است. این روستا طبق سرشماری سال ۱۳۹۵ تعداد ۸۹۰ نفر جمعیت داشته‌است.